# Buturlinskij rajon
Il Buturlinskij rajon (in russo Бутурлинский район?) è un rajon dell'Oblast' di Nižnij Novgorod, nella Russia europea; il capoluogo è Buturlino.